# Lac Boya
 (décembre 2020).
Si vous disposez d'ouvrages ou d'articles de référence ou si vous connaissez des sites web de qualité traitant du thème abordé ici, merci de compléter l'article en donnant les références utiles à sa vérifiabilité et en les liant à la section « Notes et références ».
Le lac Boya est un lac de la République démocratique du Congo, situé à quelques kilomètres à l'est de Kabongo dans le Haut-Lomami.